# 軽装甲機動車
軽装甲機動車（けいそうこうきどうしゃ）は、陸上自衛隊と航空自衛隊に配備されている装輪装甲車である。製造は小松製作所。
防衛省は、略称をLAV（Light Armoured Vehicle）、愛称を「ライトアーマー」としており、保有する部隊内では略称をもとに「ラヴ」とも呼ばれている。

## 概要

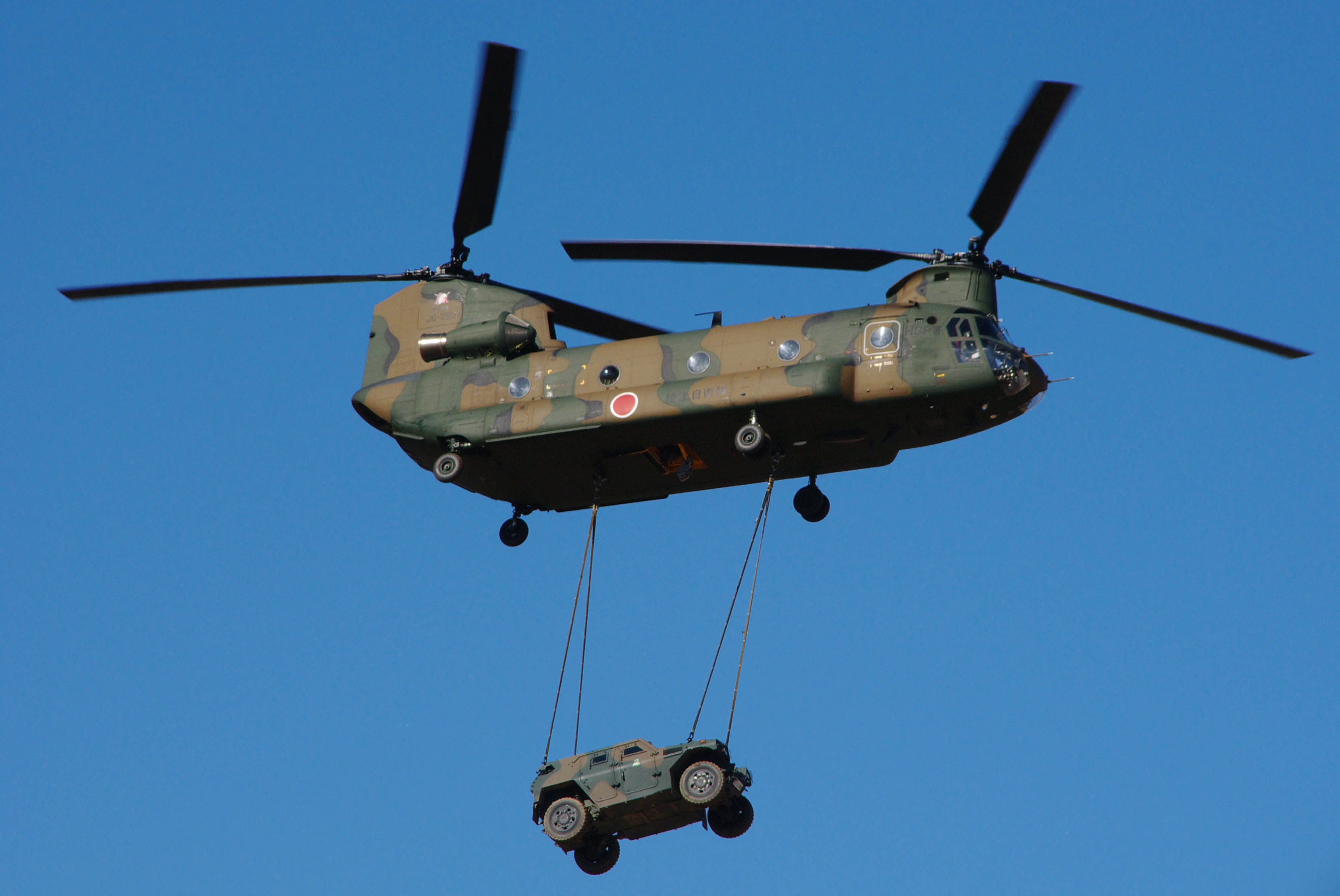
CH-47Jで輸送中の軽装甲機動車

普通科などの隊員の防御力と移動力を向上させるのが目的の装甲車であり、性能や想定する任務は、歩兵機動車（Infantry mobility vehicle, IMV）に類する。
固定武装は無いが、乗員が天井ハッチから身を乗り出して5.56mm機関銃MINIMIや01式軽対戦車誘導弾などの火器を使用できる設計になっている。車体は装甲化され、避弾経始も考慮されているが、具体的な防弾・防爆性能は公開されていない。小型かつ軽量であるためC-1/C-130H輸送機、CH-47J/JA輸送ヘリコプターなどで空輸することが可能となっている（CH-47の機内にも積載可能な様に要求設計されているが、実際に積載する場合は車体側面後部に設けられたアンテナの架台や発煙弾発射器の架台などを予め取り外す必要がある）。
1997年（平成9年）度から「小型装甲車」の名称で開発が開始され、2000年（平成12年）度に部隊使用承認された。コスト低減を目的に、比較的短い周期でモデルチェンジされる民生部品が多用されたため制式化はされておらず、○○式という名称は付けられていない。
政策評価においては、
- 従来の隊員の機動力がトラックや高機動車等の非装甲車両であったことから、装甲防護力が脆弱であるため脅威下における戦闘には適さなかったが、軽装甲機動車の整備が進むことによりゲリラや特殊部隊等に対応するために必要な機動力と防護力の強化を実現できた
- 遠隔地や島嶼部に展開する場合、従来の装甲車両は空輸性に制約があり、迅速に集中・展開させることが困難であったが、軽装甲機動車の整備が進むことにより遠隔地や島嶼部への展開能力を向上することができた
- イラクやハイチなど我が国とは大きく異なる過酷な環境下においても、その性能を十分に発揮しており、これらの任務の遂行に寄与している

と評価されている。

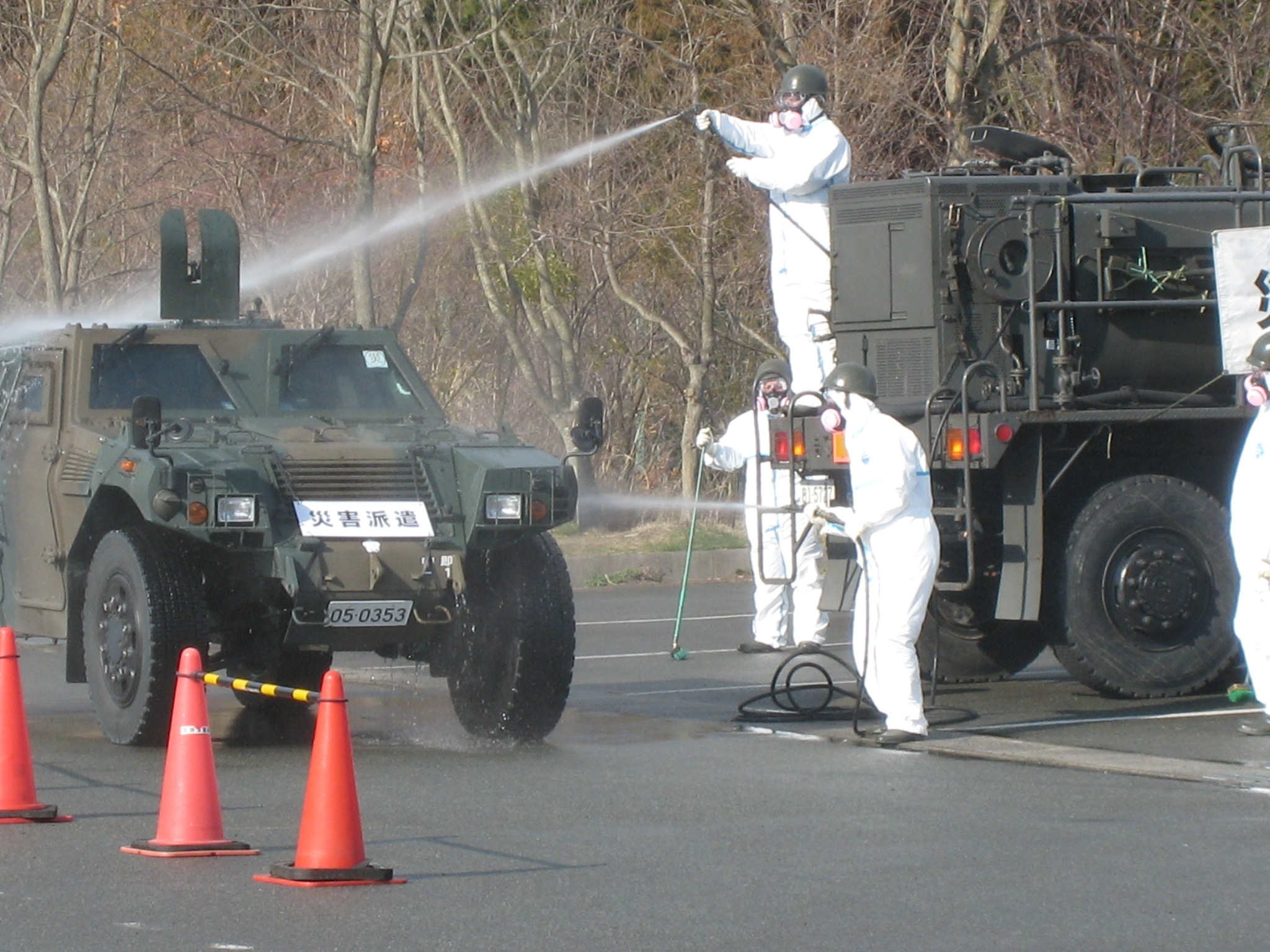
東日本大震災時に放射能汚染地域の偵察活動に従事し、除染を受ける車両

部隊では、汎用車である1/2tトラック（通称ジープ）の代わりとしても使用されている。そのため、使用部隊からは「車体が大きくて重い」、「防弾性向上のためにフロントガラスが2分割され、中央にピラーが走っているために視界（特に左方の）が悪い」、「エンジンの騒音とタイヤの振動が大きく、椅子の悪さも相俟って、長距離移動時の疲労がジープより更に大きい」、「目立つため、コンビニなどに立寄るのが憚られる」などの、ジープと比較しての不満が出ている。乗車人数が少ないので、同じ人数を運ぶためにはより多くの車両が必要となる。そのため、東日本大震災の際には、災害派遣されたLAVをメインに装備する部隊が、駐車スペースの確保に苦労するという事態も生じた。ただし、エアコンの効きはジープより良好であると言われている。また、燃費が悪いため、燃料補給や整備の負担が大きいとの声もある。
更なる問題として、車内が狭いために4名分の装備が収まらないという点や、装甲や防弾ガラスが小銃程度の防御力しかなく、重心が高く横転しやすいとの指摘もある。「最近の装輪装甲車両全般がその傾向にある」としながらも、不整地走行能力は他の装輪装甲車両と比較しても悪いと評価する自衛官もいる。
自衛隊の海外活動では頻繁に使用されており、現在までにイラク派遣、ハイチPKO、南スーダンPKO、ソマリア沖海賊の対策部隊派遣などに参加している。

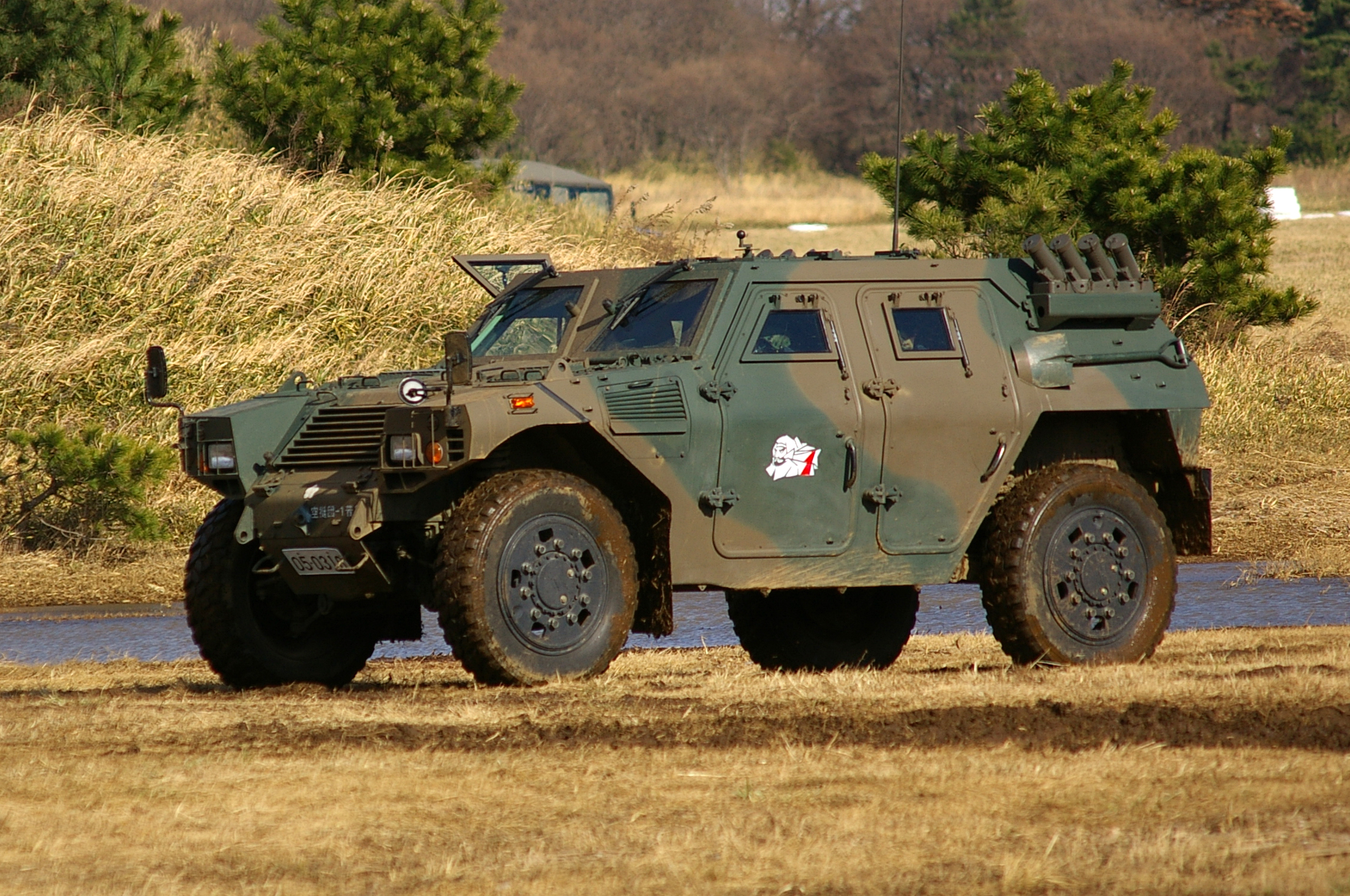
習志野演習場における第1空挺団の車両
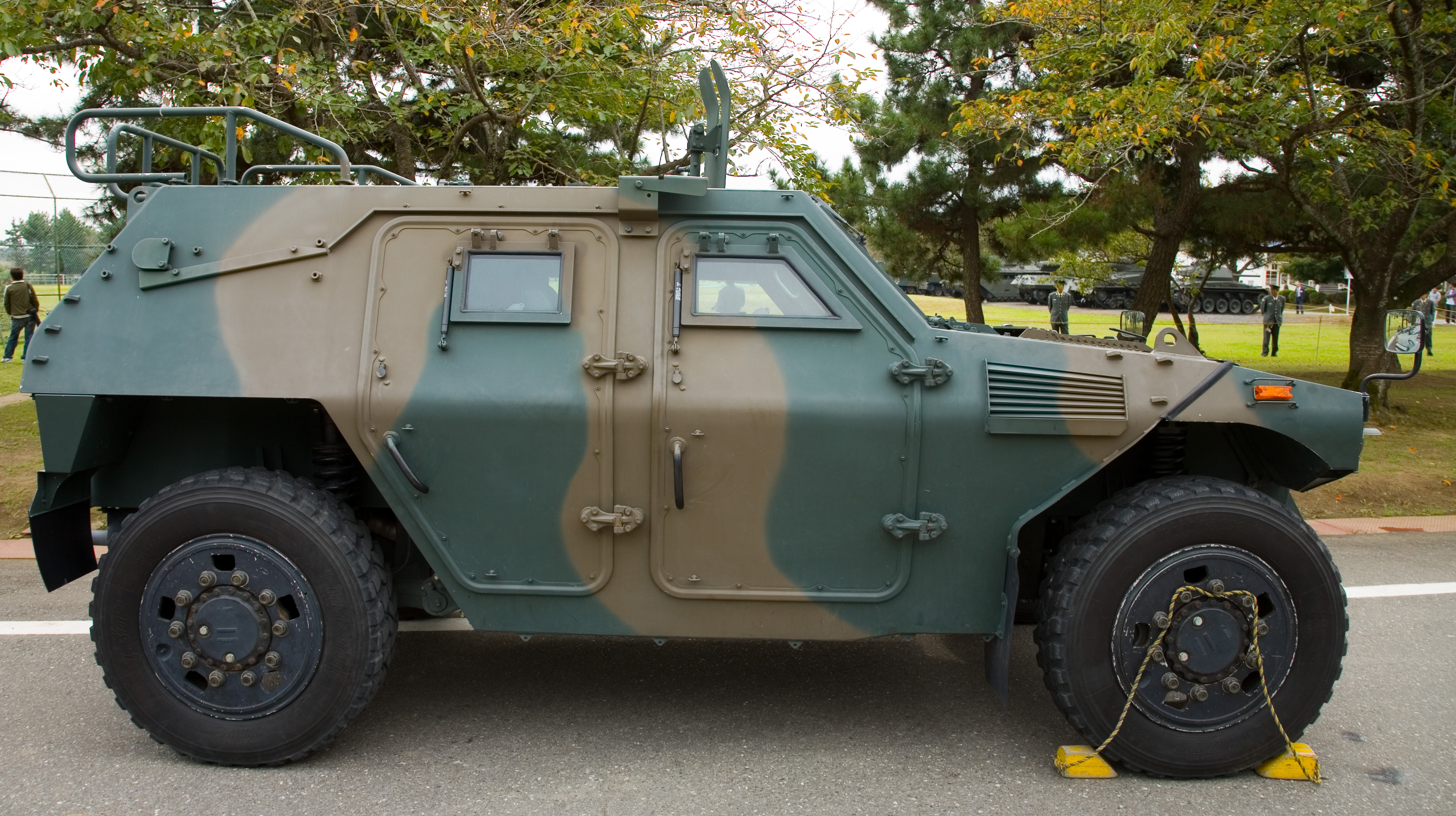
側面
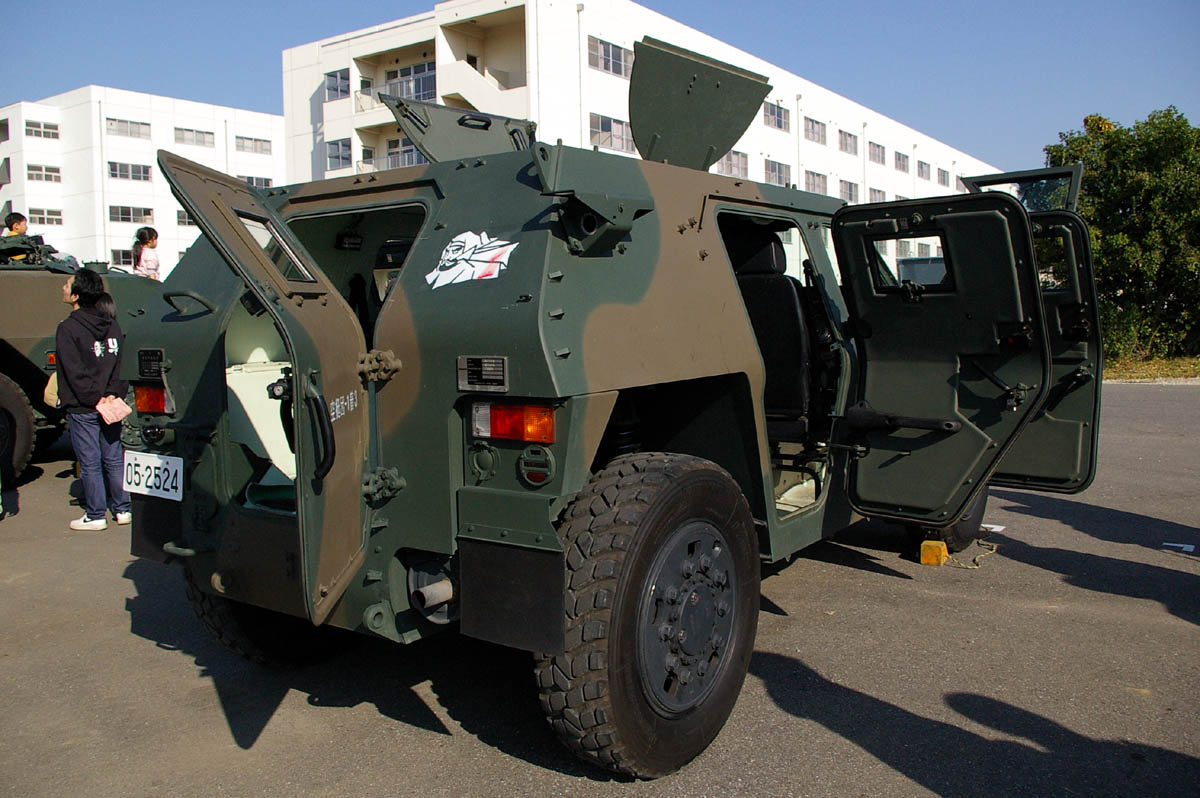
ドアとハッチを開けた状態
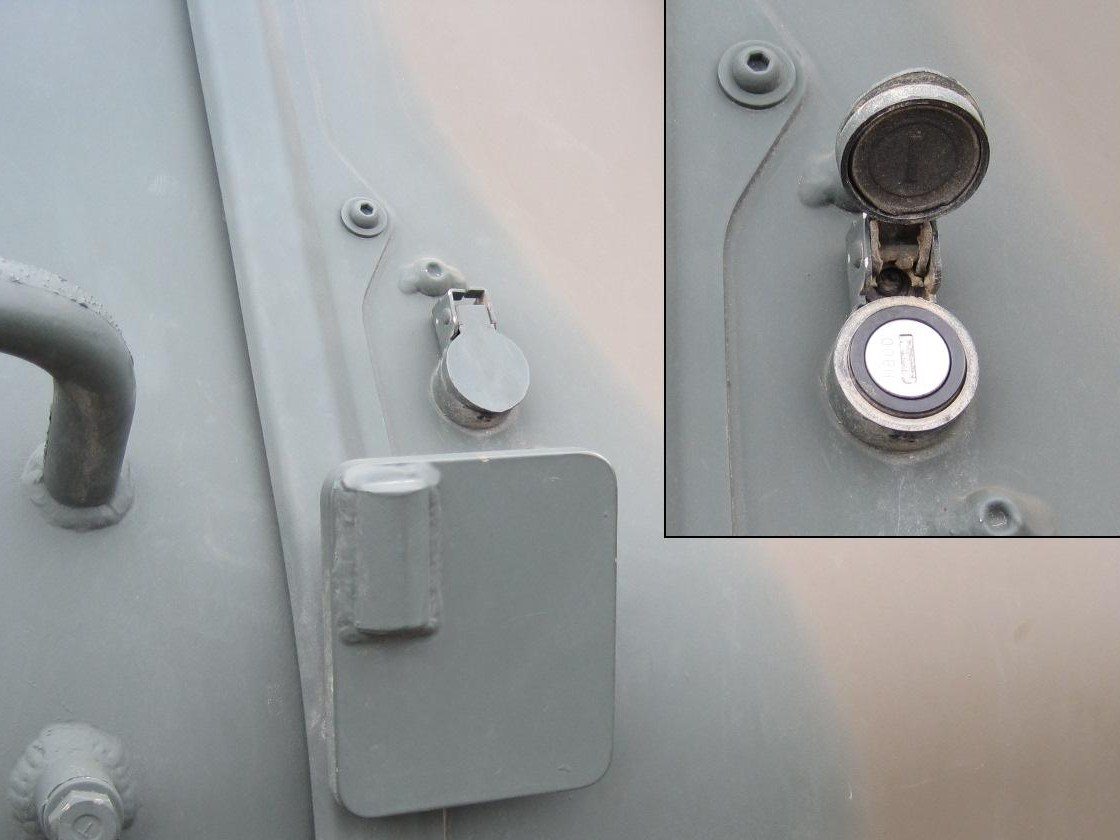
カバーのついた後部ハッチの鍵穴

|          | 軽装甲機動車 | VBL      | エノク  | コブラ   | LMV       | イーグル |
| -------- | ------------ | -------- | ------- | -------- | --------- | -------- |
| 画像     |              |          |         |          |           |          |
| 全長     | 4.4 m        | 3.87 m   | 4.82 m  | 5.23 m   | 5.50 m    | 5.37 m   |
| 全幅     | 2.04 m       | 2.02 m   | 1.90 m  | 2.22 m   | 2.05 m    | 2.16 m   |
| 全高     | 1.85 m       | 1.70 m   | 1.90 m  | 2.10 m   | 1.95 m    | 2.0 m    |
| 重量     | 約4.5 t      | 約3.59 t | 約5.4 t | 約6.2 t  | 約6.5 t   | 約8.5 t  |
| 最高速度 | 100 km/h     | 95 km/h  | 96 km/h | 115 km/h | 130 km/h  | 110 km/h |
| 乗員数   | 1+3 - 4名    | 2 - 3名  | 2 - 6名 | 1+8名    | 1+3 - 6名 | 1+4名    |

|          | EQ2050   | GAZ-2330 | ハスキーTSV     | ホークアイ | KLTV     | L-ATV    |
| -------- | -------- | -------- | --------------- | ---------- | -------- | -------- |
| 画像     |          |          |                 |            |          |          |
| 全長     | 4.97 m   | 5.70 m   | 5.84 - 6.86 m   | 5.78 m     | 4.90 m   | 6.2 m    |
| 全幅     | 2.134 m  | 2.30 m   | 2.438 m         | 2.39 m     | 2.20 m   | 2.5 m    |
| 全高     | 1.916 m  | 2.30 m   | 2.311 - 2.362 m | 2.39 m     | 2.0 m    | 2.6 m    |
| 重量     | 約3.25 t | 約7.6 t  |                 | 約7.0 t    | 約5.7 t  | 約6.4 t  |
| 最高速度 | 135 km/h | 140 km/h |                 | 130 km/h   | 130 km/h | 110 km/h |
| 乗員数   | 1+3名    | 2+10名   | 2+2名           | 1+4 - 5名  | 1+6名    | 1+3名    |

|          | 1/2tトラック | 1 1/2tトラック | 3 1/2tトラック | 高機動車  | 軽装甲機動車 | 96式装輪装甲車 | 輸送防護車 |
| -------- | ------------ | -------------- | -------------- | --------- | ------------ | -------------- | ---------- |
| 画像     |              |                |                |           |              |                |            |
| 全長     | 4.14 m       | 5.49 m         | 7.15 m         | 4.91 m    | 4.4 m        | 6.84 m         | 7.18 m     |
| 全幅     | 1.76 m       | 2.22 m         | 2.48 m         | 2.15 m    | 2.04 m       | 2.48 m         | 2.48 m     |
| 全高     | 1.97 m       | 2.56 m         | 3.08 m         | 2.24 m    | 1.85 m       | 1.85 m         | 2.65 m     |
| 重量     | 約 1.94 t    | 約 3.04 t      | 約 8.57 t      | 約 2.64 t | 約 4.5 t     | 約 14.5 t      | 約 14.5 t  |
| 最高速度 | 135 km/h     | 115 km/h       | 105 km/h       | 125 km/h  | 100 km/h     | 100 km/h       | 100 km/h   |
| 乗員数   | 6名          | 19名           | 22名           | 10名      | 4名          | 10名           | 10名       |

## 武装
固有の武装は備えていないが、一部の車両には車体上面ハッチに全周旋回可能なターレットと防楯付き銃架が取り付けられており、5.56mm機関銃MINIMIや89式5.56mm小銃を据え付けて射撃することができる。ターレットの下にはブランコのような形をしたベルトが取り付けられており、射手はここに座って射撃を行う。ただし、機銃に空薬莢受けを付けないと、排出されたベルトリンクがターレットのガイドレールに詰まり動かなくなるという問題も指摘されている。
上面ハッチからは01式軽対戦車誘導弾（軽MAT）を発射する事も可能。各駐屯地で行われる創立記念行事での訓練展示では、過去に87式対戦車誘導弾の発射機や84mm無反動砲を上面ハッチ上から構える隊員が確認された事もある。しかし、ハッチのサイズが充分ではないため、84mm無反動砲などを取り出すのは大変であるという現場の声もある。
制式装備ではないが、2006年（平成18年）1月に行われた「平成18年度第1空挺団降下訓練始め」や、2010年（平成22年）10月に行われた「中部方面隊創隊50周年記念行事」において、部隊で独自に改造（両者の改造方法は異なる）を行い、12.7mm重機関銃M2を搭載した軽装甲機動車が登場したことがある。これらの改造は車体に直接銃架が設置されているため、全周射撃は不可能である。
2009年（平成21年）度から2011年（平成23年）度まで、将来的に本車に搭載する可能性もあるリモートウェポンステーションの研究が行われた。

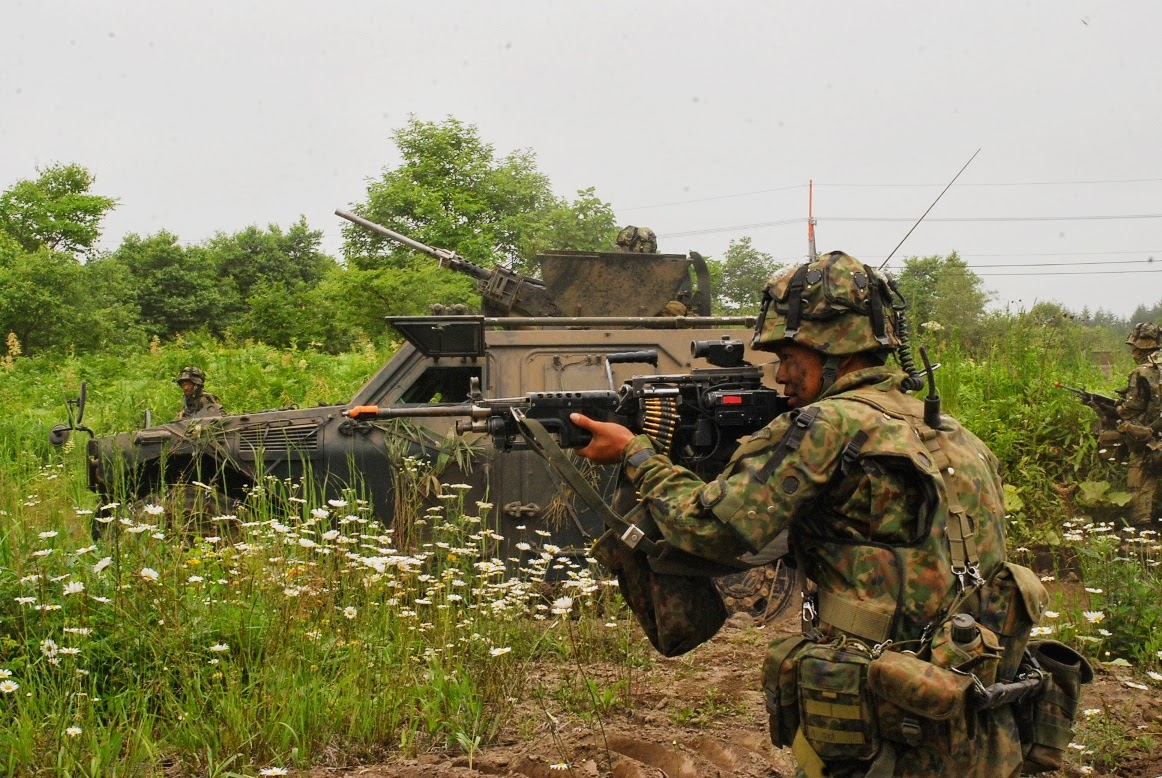
12.7mm重機関銃M2を装備した車両
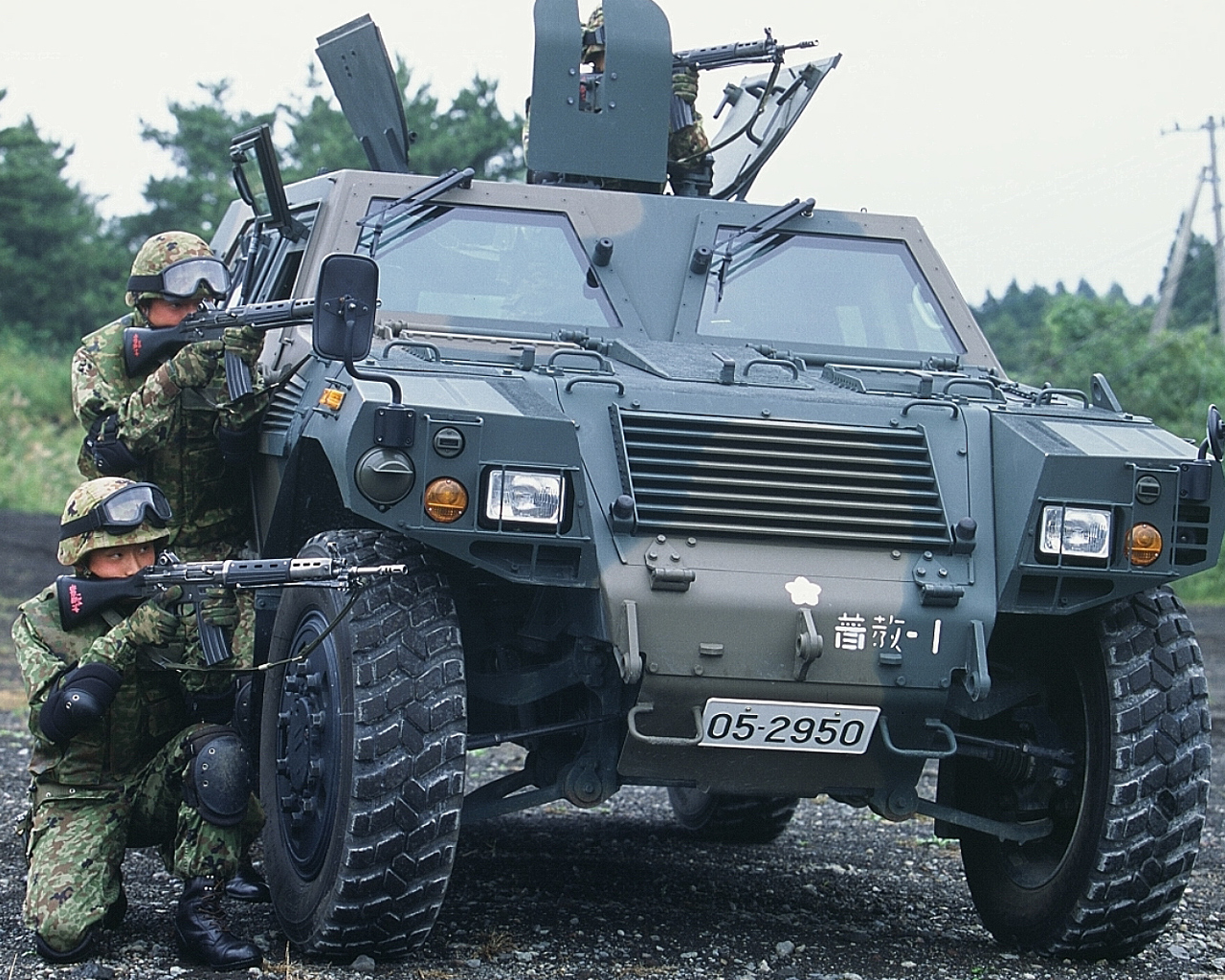
軽装甲機動車を盾にする普通科隊員
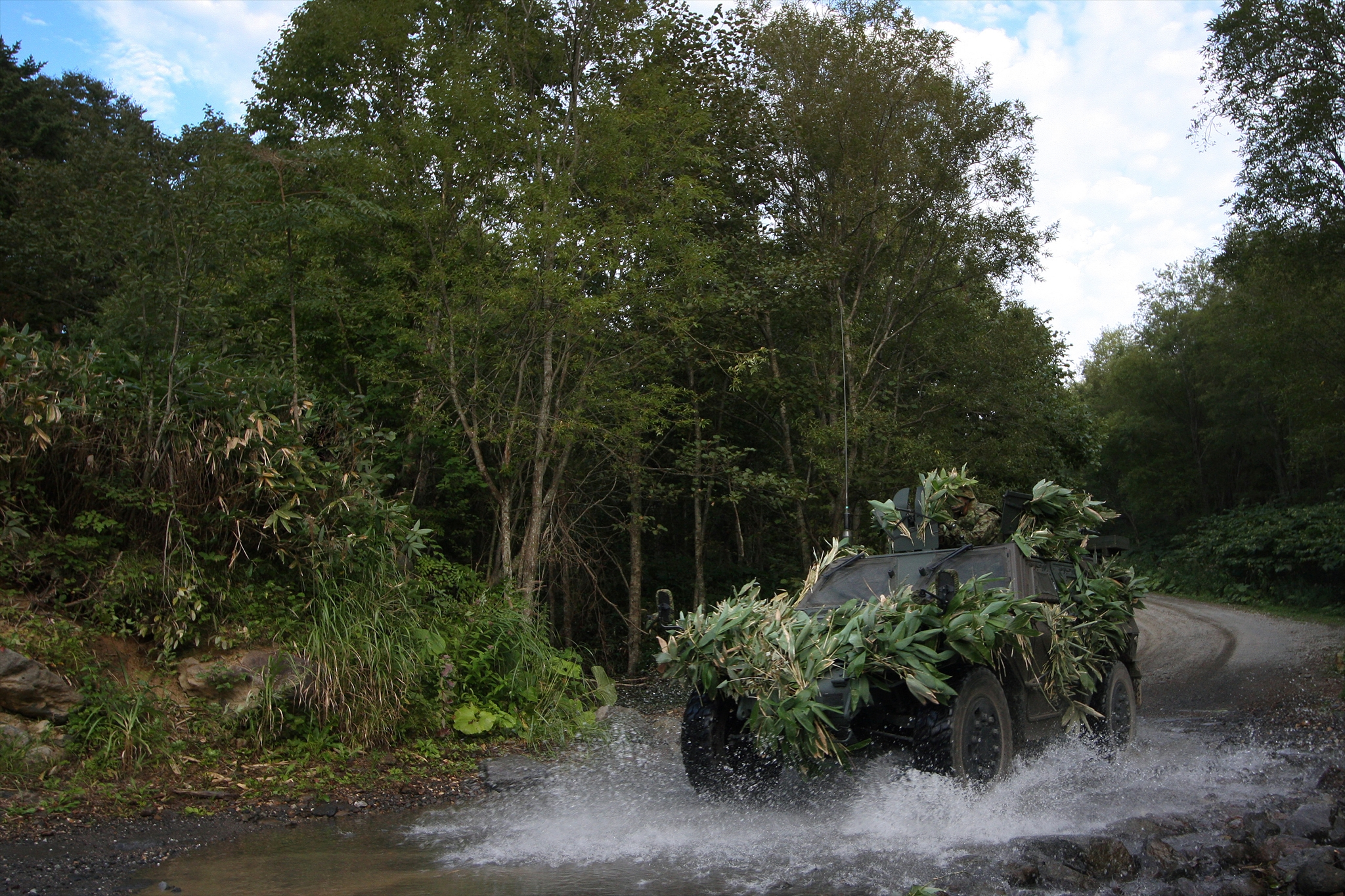
偽装が為された車両
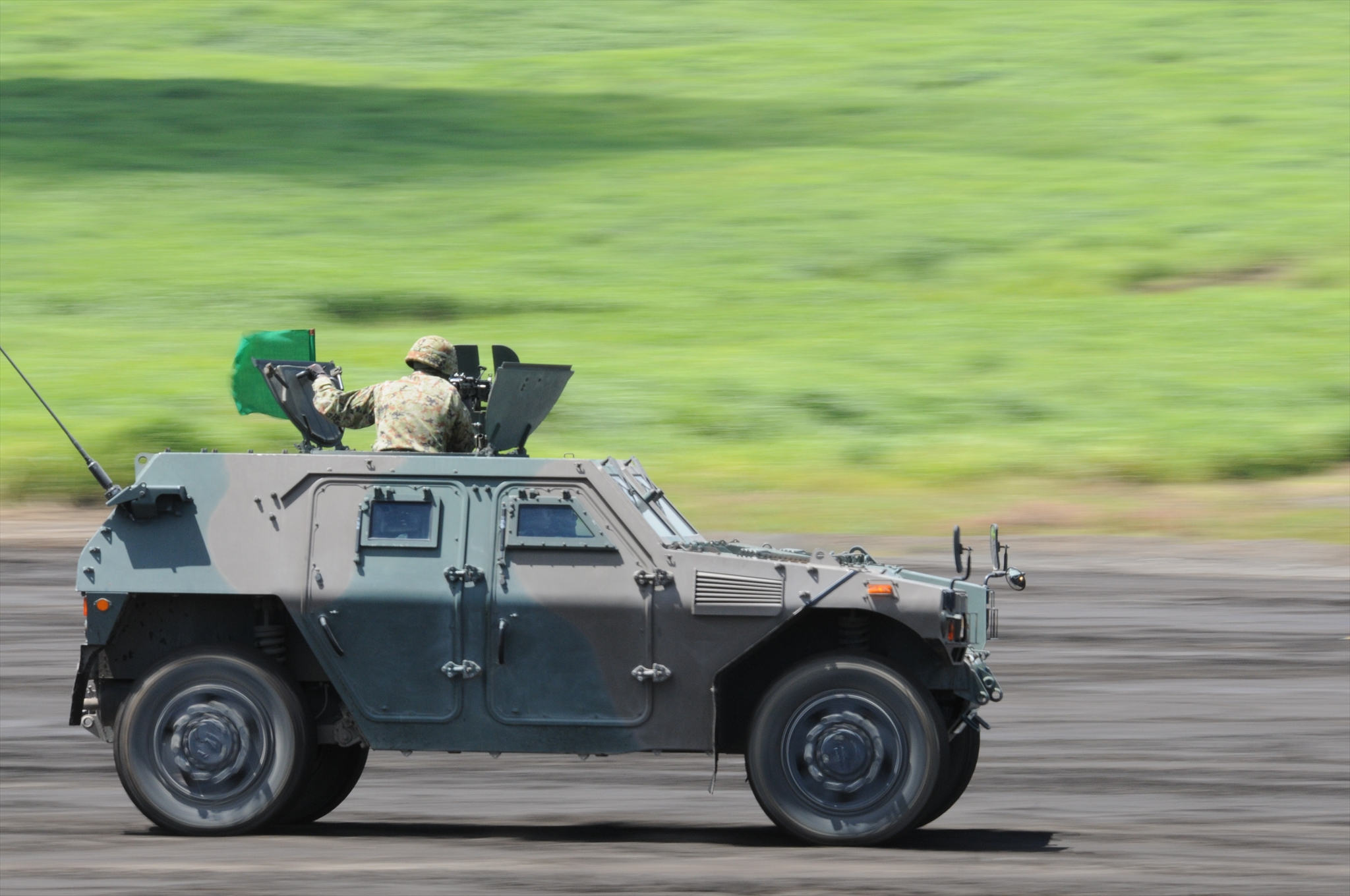
富士総合火力演習に参加した際の画像

## 調達状況
防衛庁（当時）の技術研究本部と小松製作所によって開発が行われ、小松製作所が生産している。
陸上自衛隊では、2015年（平成27年）度補正予算までに1,818両を調達しており、全国の普通科部隊と機甲科偵察部隊（偵察隊）への配備が進んでいる。調達ペースは数百両で生産を終了した60式装甲車や73式装甲車と比べて非常に早い。
航空自衛隊も基地警備隊向けに導入を行っており、2015年（平成27年）度予算までに119両を調達している。車体は陸上自衛隊のものと異なりオリーブドラブ一色で塗装されている。
2005年（平成17年）度以降に調達されているタイプは、陸上自衛隊イラク派遣で使用された国際活動仕様（後述）と同型のワイヤーカッターの取付基部と予備タイヤ用ラック基部、燃料缶搭載用ラック取付基部が増設されている。装甲や側面および後面の防弾ガラスも7.62mm弾に耐えうるものに変更されている。車体後部にけん引フックも標準装備となったものの、トレ－ラをけん引した例は皆無である。しかし擱座した僚車を引き上げる等の使い途が可能となった。
陸自の装甲車両としては初めてクーラーが標準装備となった車両であり、イラク派遣時には大いに役立った。
調達価格は2001年（平成13年）度約3,500万円、2005年（平成17年）度約3,100万円、2010年（平成22年）度約3,000万円。開発段階において、車両の構成品をユニット化したことによる部品点数と工数の削減および民生部品の活用により、1両当たり約630万円の調達価格の低減を実現している。
| 予算計上年度         | 陸上自衛隊 | 陸上自衛隊                | 航空自衛隊 | 航空自衛隊                | 合計    | 合計                      |
| 予算計上年度         | 調達数     | 予算額 括弧は初度費(外数) | 調達数     | 予算額 括弧は初度費(外数) | 調達数  | 予算額 括弧は初度費(外数) |
| -------------------- | ---------- | ------------------------- | ---------- | ------------------------- | ------- | ------------------------- |
| 平成13年度（2001年） | 102両      | 36億円                    | -          | -                         | 102両   | 36億円                    |
| 平成14年度（2002年） | 149両      | 49億円                    | -          | -                         | 149両   | 49億円                    |
| 平成15年度（2003年） | 150両      | 48億円                    | 4両        | 2億円                     | 154両   | 50億円                    |
| 平成16年度（2004年） | 157両      | 50億円                    | 8両        | 3億円                     | 165両   | 53億円                    |
| 平成17年度（2005年） | 160両      | 50億円                    | 8両        | 3億円                     | 168両   | 53億円                    |
| 平成18年度（2006年） | 180両      | 55億円                    | 8両        | 3億円                     | 188両   | 58億円                    |
| 平成19年度（2007年） | 173両      | 52億円                    | 8両        | 3億円                     | 181両   | 55億円                    |
| 平成20年度（2008年） | 180両      | 56億円                    | 21両       | 7億円                     | 201両   | 63億円                    |
| 平成21年度（2009年） | 180両      | 55億円                    | 23両       | 8億円                     | 203両   | 63億円                    |
| 平成22年度（2010年） | 93両       | 28億円                    | 26両       | 8億円                     | 119両   | 36億円                    |
| 平成23年度（2011年） | 56両       | 17億円                    | 9両        | 3億円                     | 65両    | 20億円                    |
| 平成24年度（2012年） | 49両       | 15億円                    | 2両        | 0.7億円                   | 51両    | 15.7億円                  |
| 平成25年度（2013年） | 44両+34両  | 14億円                    | 1両        | 0.4億円                   | 79両    | 14.4億円                  |
| 平成26年度（2014年） | 30両+43両  | 10億円                    | 1両        | 0.3億円                   | 74両    | 10.3億円                  |
| 平成27年度（2015年） | 0両+38両   | -                         | -          | -                         | 38両    | -                         |
| 平成28年度（2016年） | 0両+8両    | -                         | -          | -                         | 8両     | -                         |
| 平成29年度（2017年） | 9両        | 不明                      | -          | -                         | 9両     | 不明                      |
| 平成30年度（2018年） | -          | -                         | -          | -                         | -       | -                         |
| 合計                 | 1,835両    | 535億円                   | 119両      | 41.4億円                  | 1,954両 | 576.4億円                 |

## 仕様
いくつか納入時の仕様によって大別される。
- 無線機搭載車 - アンテナを1-3本装備。中隊長など各種指揮官用として配備。特に中隊長車は大型無線機（JVRC-F10/F11/F20など）を搭載するためアンテナマストも大型のものとなる。アンテナの基台そのものは現在確認されているすべての車両が装備している。
- 発煙弾発射機搭載車 - 側面後部に4連装のタイプを2基装備している。中隊長車用、小隊長車用のほか、偵察隊・普通科連隊情報小隊用として配備。
- 機関銃搭載車 - 機関銃用の防盾を装備した型。普通科連隊普通科小銃小隊（機関銃手）用に配備、他には偵察部隊（情報小隊）の威力偵察用。後部に装備積載用ラックを現場にて改修した車両も存在する。防盾は走行時の支障とならないよう、折りたたむこともできる。
- 01式軽対戦車誘導弾搭載型 - 誘導弾射撃時にバックブラストや射界の妨げにならないよう車体上面にラック、アンテナ等の装備品を設けない仕様。
- 国際活動仕様 - 部隊管理でなく補給処にて一括管理品。車体上面ハッチに漏斗型装甲板を増設、上面前方にワイヤーカッターを装備し、ラジエターに砂塵フィルターが装着される。後面にはスペアタイヤと燃料缶取付用ラックが装備される。また、側面と後面の防弾ガラスの性能を向上、7.62mm弾にも耐えうるとされる。
- 航空自衛隊仕様 - 基地警備隊用。陸自用と異なり、オリーブ・グリーン一色の塗装。無線機も陸自用と異なるため、アンテナ形状が異なる。また空自は2003年（平成15年）度より5.56mm機関銃MINIMIを調達しているが、これは本車の銃座での運用のためである。
- 警務隊仕様 - パトライトと拡声器を追加し、「MP」という表記がされたタイプ。イラク派遣時に使用されたと見られ各種報道で姿が散見されるが[19]、その後は確認されていない。

### 海外派遣仕様
イラク人道復興支援活動部隊で使用された車両には以下の改造が行われており、警備やパトロールの際の隊員の安全性が向上している。
- 上面ハッチ全周をカバー可能な装甲板の追加。
- 機関銃手をワイヤートラップから保護するためのワイヤーカッターの追加。
- 防弾ガラスを7.62mm小銃弾（普通弾）に抗たん可能なものに変更
（側面と後方の防弾ガラスは厚さが増し、ボルト止めされているが、フロントガラスは外観の変化が無いため改造されているのかは不明）
- 予備タイヤや燃料缶用のラックの追加。
- ラジエーターなどを砂塵から防護するための改修。

これらの改修作業は、設計から取り付けまで3ヶ月程度で行われた。
派遣部隊が戦闘や治安維持を目的としない人道復興支援活動部隊であることを強調し、武装勢力の攻撃対象とされるのを避けるため車体の随所に日章旗が描かれ、英語とアラビア語で「Japan」「اليابان」と表記された。塗装も他国軍のような砂漠迷彩ではなく、オリーブドラブ一色に塗り替えられていた。
現在、この改造（国籍表示などを除く）が施された車両は国際活動教育隊に配備されているが、防弾ガラスや予備タイヤ用ラックなど一部の改造が施された車両は全国に配備されている。
2010年（平成22年）から行われている自衛隊ハイチPKO派遣においてもこの改造車が使用されているが、この任務で使用されている車両には国際連合を意味するUNの文字が車体に貼り付けられている。
海賊対処のためジブチに派遣されている部隊に配備されている車両は、上面ハッチ周囲の装甲板に屋根を追加するなどの現地改造が施されている。

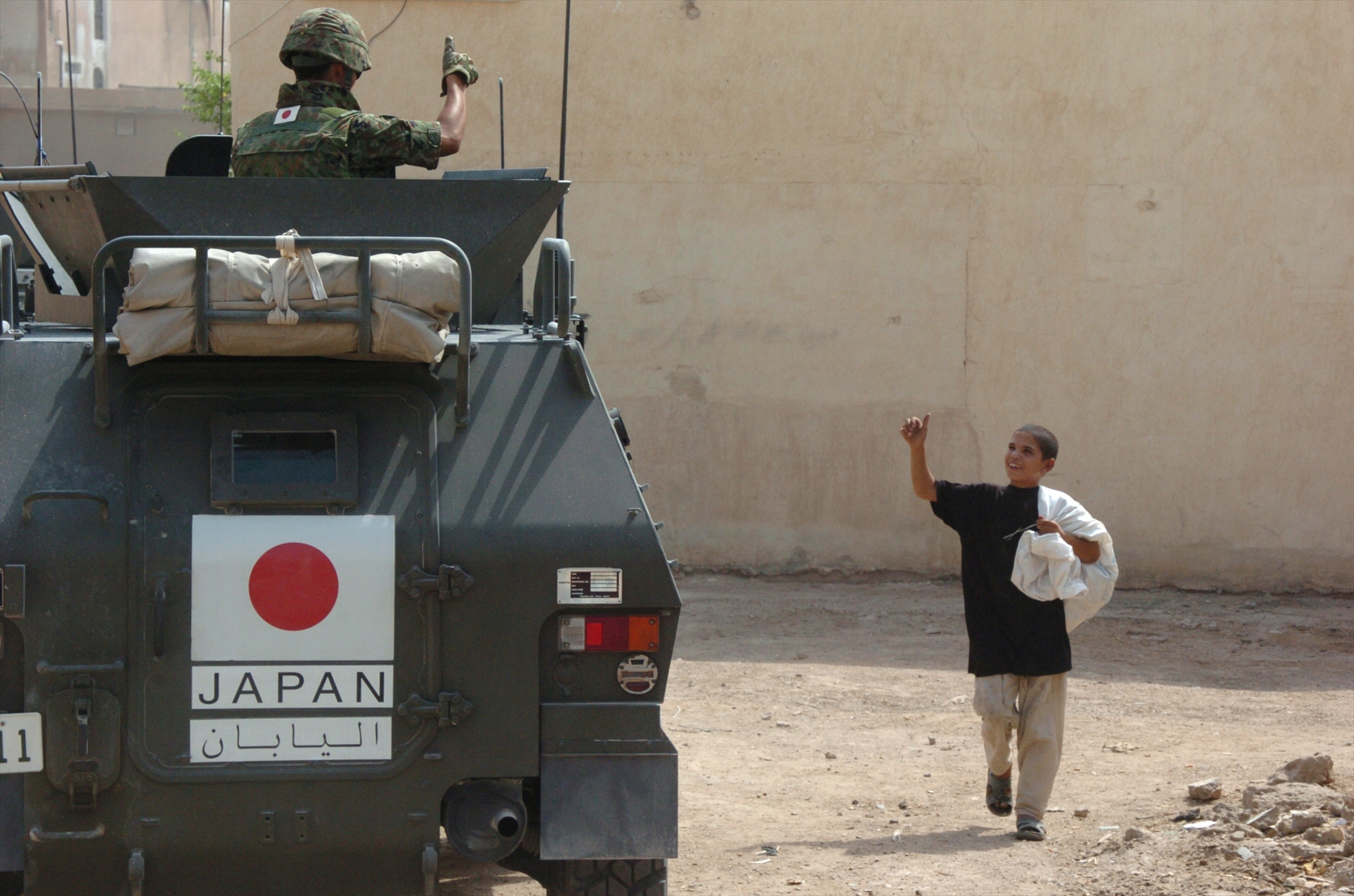
イラク派遣時の様子
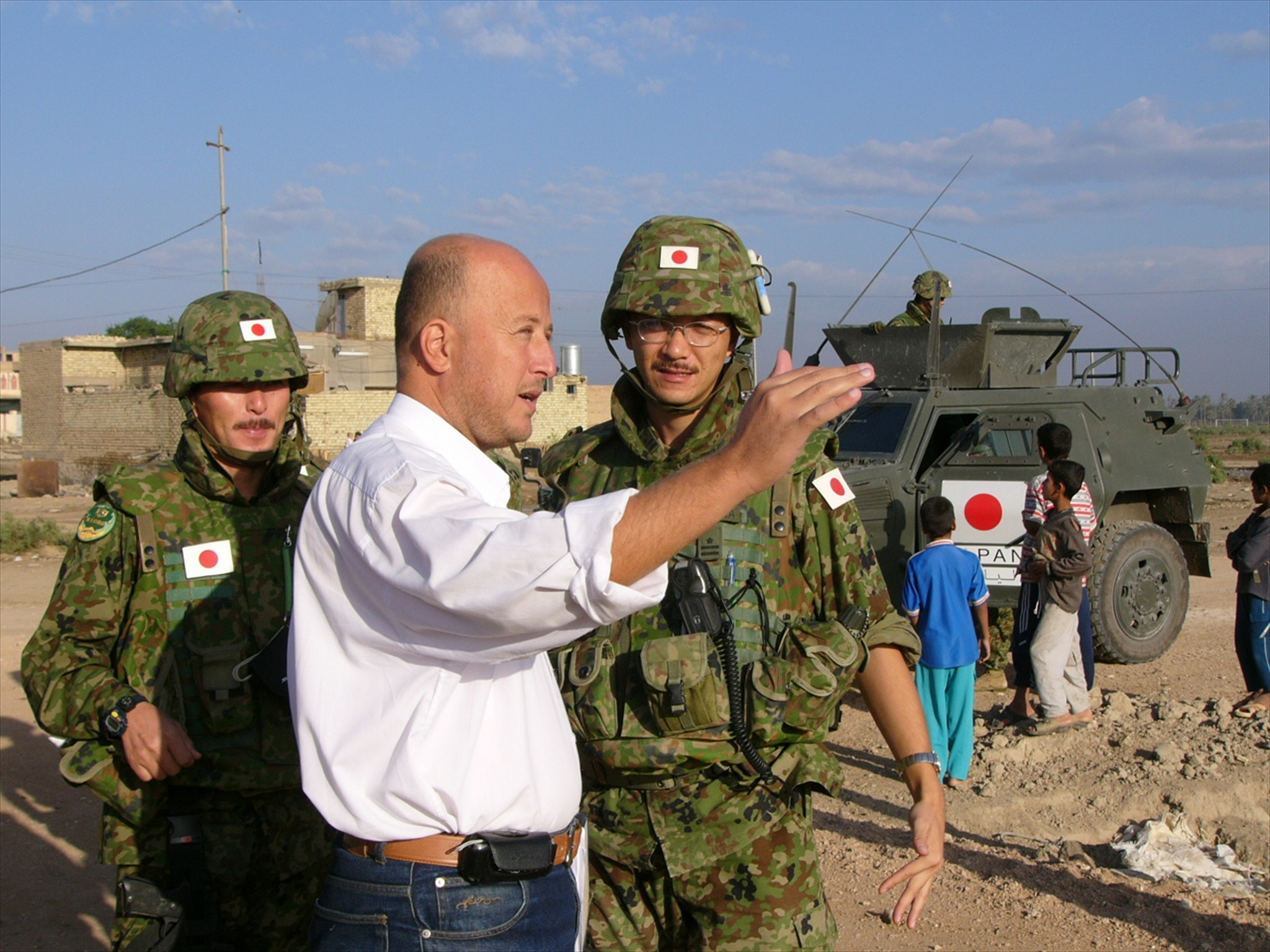
イラク派遣時の様子
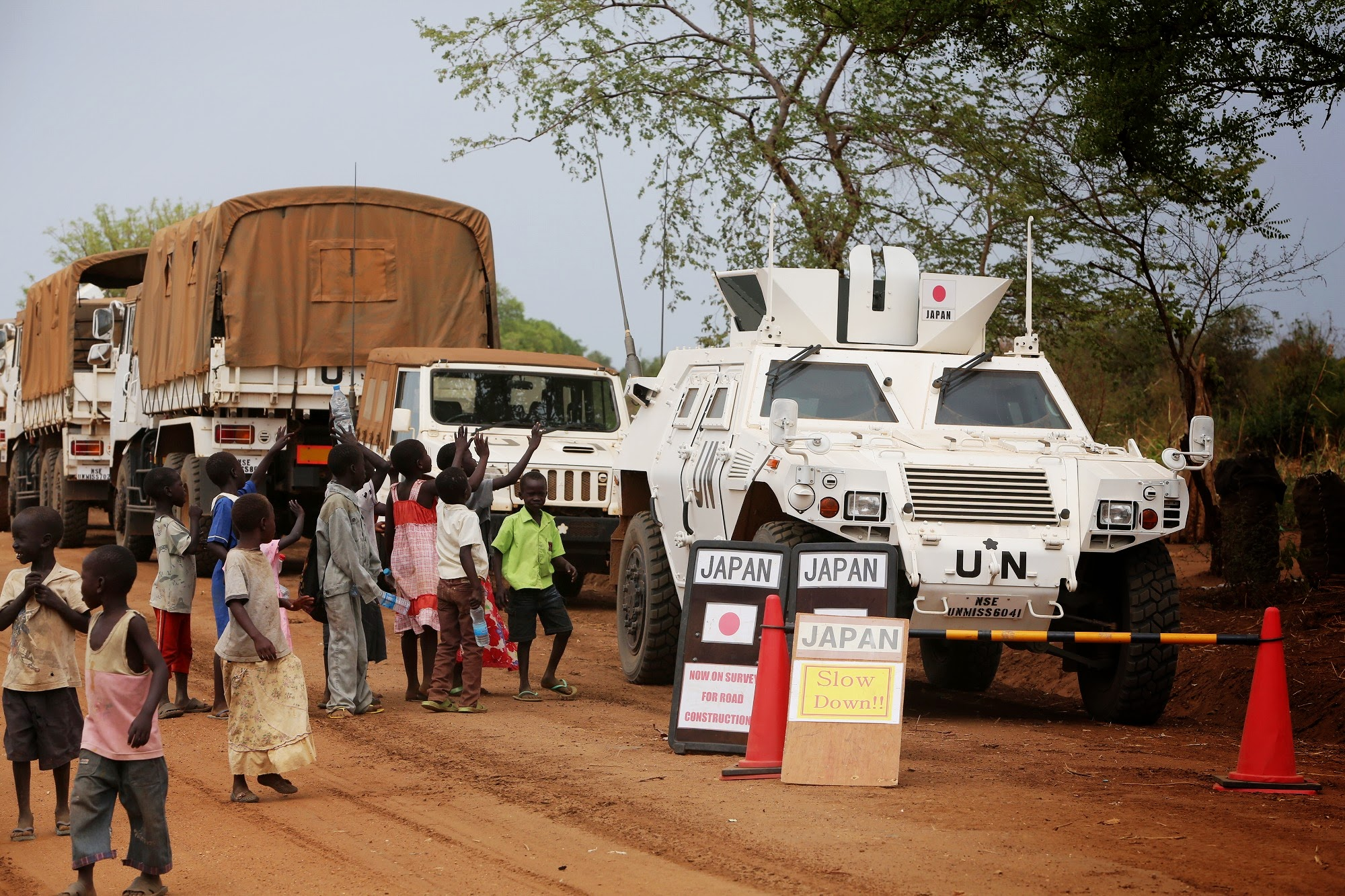
南スーダンPKOに派遣されていたPKO仕様車両

## 後継車両
2019年（令和元年）10月、防衛装備庁は軽装甲機動車の後継車輌「小型装甲車」の技術資料作成入札を実施。
被輸送性や機動性（悪路走行能力を含む）を有し、防護力等の向上を図った次期軽装甲機動車が計画され、2022年（令和4年）3月、防衛装備庁は「軽装甲機動車の後継装備品」を三菱重工業、丸紅エアロスペースと契約。三菱重工業がタレス (タレス・オーストラリア) 社ホークアイを、丸紅エアロスペースがスイス・MOWAG社イーグルを提案している。

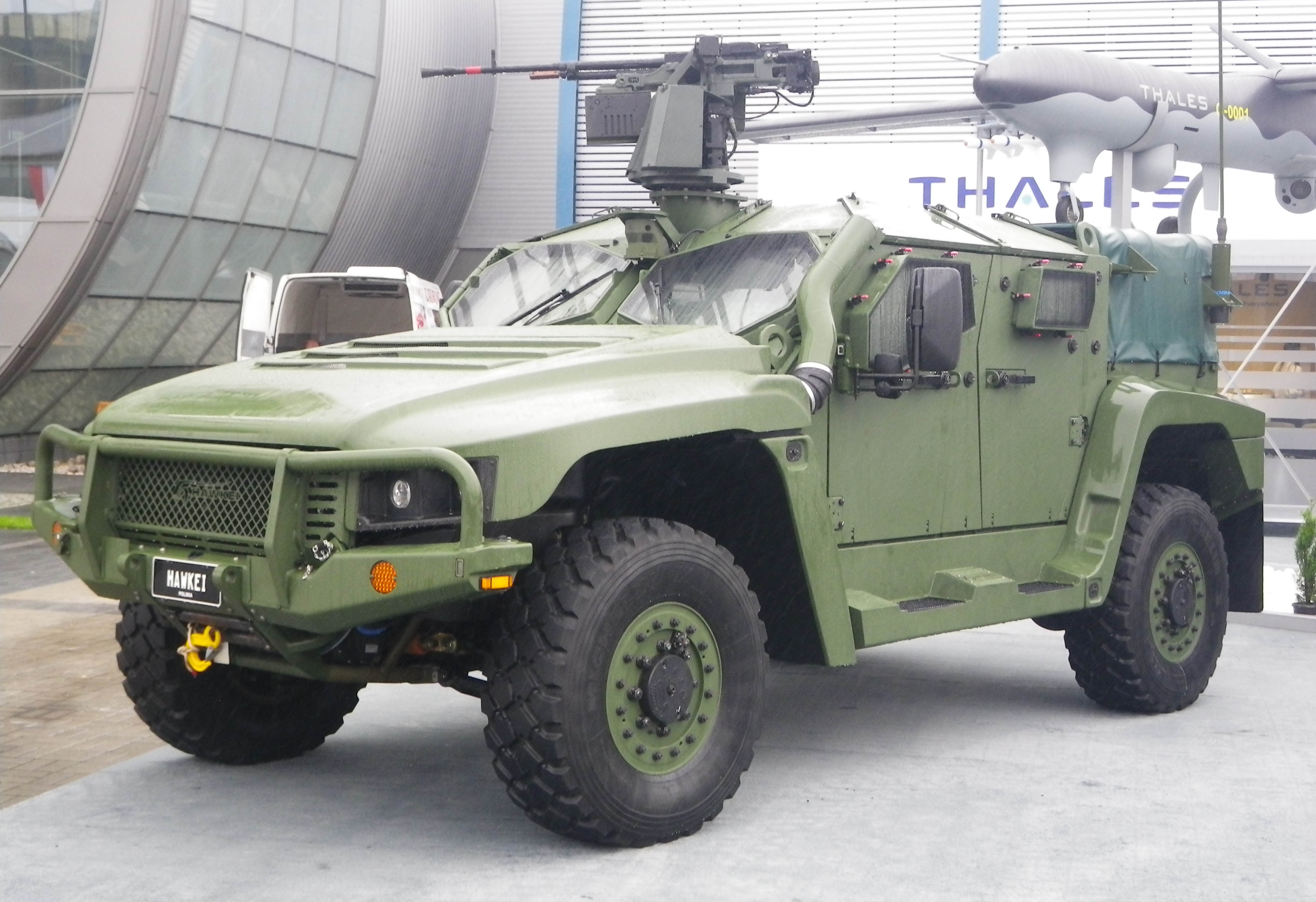
ホークアイ装甲機動車
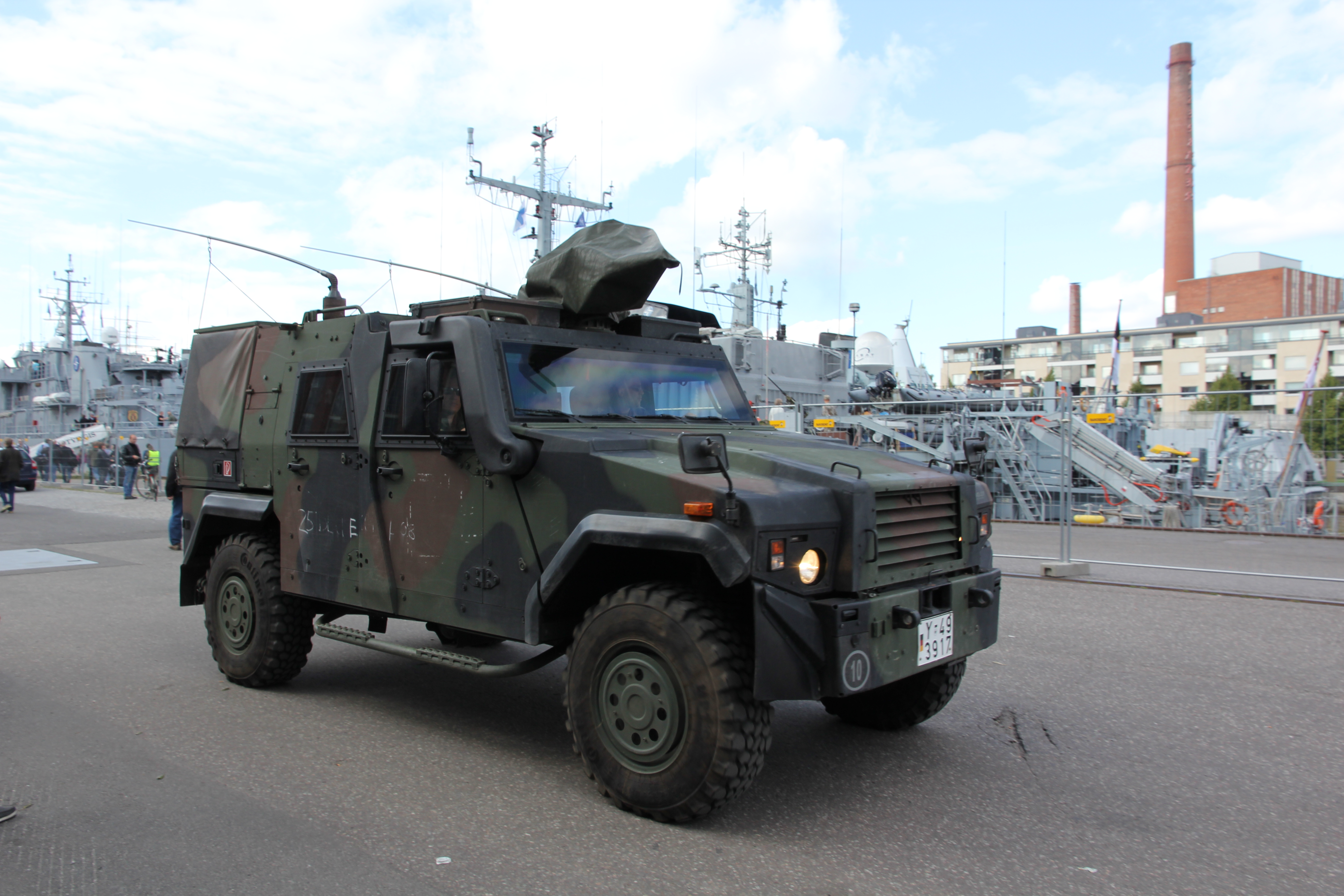
イーグルⅣ装甲車

## 模型
2004年（平成16年）にタミヤがイラク派遣仕様を1/35スケールでプラモデル化しており、後にタミヤ、京商がそれぞれラジコンカーを発売、タカラトミーから2006年にトミカ、2008年にはCAULとしても販売された。また、トミカハイパーシリーズ内には架空の派生型がラインナップされている。

## 参考資料
- 柘植優介「新世代を担う陸自の新顔　陸上自衛隊軽装甲機動車」『PANZER』、467号、アルゴノート社、2010年6月27日。
- 「コラム自衛隊員に聞く「LAVどうでしょう」」、『軍事研究』2013年6月号別冊新兵器最前線シリーズ14、ジャパンミリタリーレビュー、ISSN 0533-6716